# Farid Gaya
 (avril 2025).
Motif : Pas trouvé de sources secondaires centrées, article de 2006.
- Archive Wikiwix
- Bing
- Cairn
- DuckDuckGo
- E. Universalis
- Gallica
- Google
- G. Books
- G. News
- G. Scholar
- Persée
- Qwant
- (zh) Baidu
- (ru) Yandex
- (wd) trouver des œuvres sur Wikidata

| 1. | Préciser le motif de la pose du bandeau. | Précisez le motif de la pose du bandeau en utilisant la syntaxe suivante : {{admissibilité à vérifier\|date=avril 2025\|motif=remplacez ce texte par le motif}}                 |
| 2. | Informer les utilisateurs concernés.     | Pensez à avertir le créateur de l'article, par exemple, en insérant le code ci-dessous sur sa page de discussion : {{subst:avertissement admissibilité à vérifier\|Farid Gaya}} |

Farid Gaya, né le 1er mai 1966 est un chanteur algérien de musique kabyle , connu par des supporteurs de la Jskabyle et spécifiquement par sa chanson "cette chanson est pour toi"

## Biographie
- Esquisse de Farid Gaya, vitaminedz.com